# Halima Ouardiri
 (avril 2023).
La mise en forme du texte ne suit pas les recommandations de Wikipédia : il faut le « wikifier ».
Les points d'amélioration suivants sont les cas les plus fréquents. Le détail des points à revoir est peut-être précisé sur la page de discussion.
- Les titres sont pré-formatés par le logiciel. Ils ne sont ni en capitales, ni en gras.
- Le texte ne doit pas être écrit en capitales (les noms de famille non plus), ni en gras, ni en italique, ni en « petit »…
- Le gras n'est utilisé que pour surligner le titre de l'article dans l'introduction, une seule fois.
- L'italique est rarement utilisé : mots en langue étrangère, titres d'œuvres, noms de bateaux, etc.
- Les citations ne sont pas en italique mais en corps de texte normal. Elles sont entourées par des guillemets français : « et ».
- Les listes à puces sont à éviter, des paragraphes rédigés étant largement préférés. Les tableaux sont à réserver à la présentation de données structurées (résultats, etc.).
- Les appels de note de bas de page (petits chiffres en exposant, introduits par l'outil «  Source ») sont à placer entre la fin de phrase et le point final[comme ça].
- Les liens internes (vers d'autres articles de Wikipédia) sont à choisir avec parcimonie. Créez des liens vers des articles approfondissant le sujet. Les termes génériques sans rapport avec le sujet sont à éviter, ainsi que les répétitions de liens vers un même terme.
- Les liens externes sont à placer uniquement dans une section « Liens externes », à la fin de l'article. Ces liens sont à choisir avec parcimonie suivant les règles définies. Si un lien sert de source à l'article, son insertion dans le texte est à faire par les notes de bas de page.
- La présentation des références doit suivre les conventions bibliographiques. Il est recommandé d'utiliser les modèles {{Ouvrage}}, {{Chapitre}}, {{Article}}, {{Lien web}} et/ou {{Bibliographie}}. Le mode d'édition visuel peut mettre en forme automatiquement les références.
- Insérer une infobox (cadre d'informations à droite) n'est pas obligatoire pour parachever la mise en page.

Pour une aide détaillée, merci de consulter Aide:Wikification.
Si vous pensez que ces points ont été résolus, vous pouvez retirer ce bandeau et améliorer la mise en forme d'un autre article.
Halima Ouardiri est une scénariste, réalisatrice et productrice suisso-canadienne d'origine marocaine.  

## Biographie
Diplômée en études cinématographiques de l'École de cinéma Mel-Hoppenheim de l'Université Concordia à Montréal, Ouardiri commence sa carrière comme chargée de la promotion d’événements, de la production et de la distribution pour EyeSteelFilm, une entreprise de production de documentaires montréalaise.
Elle réalise son premier film en 2010. Tourné en 16mm dans un village au sud du Maroc avec des acteurs amateurs, Mokhtar est un court métrage racontant l'histoire d'un jeune garçon qui décide de sauver un jeune hibou blessé,. Mais les superstitions de sa famille réduisent ses espoirs de soigner l'animal et créent tension et violence à son égard. Avec ce premier court métrage, Ouardiri fait sa place dans une nouvelle génération de cinéastes québécois plus diversifiée et ouverte sur le monde,. Le film reçoit un accueil positif dans le milieu du cinéma avec une nomination au Canada's Top Ten du Festival International du film de Toronto, et au Gala Québec Cinéma, et se voit remettre le Grand Prix national du festival Regard sur le court métrage au Saguenay, ainsi que le Prix du meilleur court métrage de fiction au Rendez-vous Québec Cinéma.
Elle fait partie des huit réalisatrices sélectionnées pour participer au programme de mentorat de l'Académie canadienne du cinéma et de la télévision de l'année 2018-2019.
En 2019, elle réalise Clebs, dont le titre reprend un terme d'argot qui signifie « chien », un court métrage portant sur un refuge de chiens errants situé à Agadir au Maroc,. L'existence de ce refuge est présentée comme une métaphore de la crise des migrants, de l'errance et de la fuite vers une terre d'accueil. Le film a entre autres été présenté au FIFF de Namur et au Festival international du film documentaire d’Amsterdam et est récompensé d'un Ours de cristal pour le meilleur court métrage dans la compétition Generation 14Plus lors de la Berlinale 2020.
Ouardiri travaille actuellement[Quand ?] sur la réalisation de son premier long-métrage de fiction, La Camel Driving School, coproduit par les sociétés françaises Indie Prod et Take Shelter, et par la boite de production québécoise Art & Essai.

## Filmographie

### En tant que réalisatrice
- 2010 : Mokhtar
- 2019 :  Clebs

## Distinctions

### Récompenses

#### PourMokhtar
- 2009 : Gagnant du concours Cours écrire ton court
- 2010 : Nomination, Canada's Top Ten, Festival international du film de Toronto
- 2011 : Grand Prix national, Regard sur le court métrage au Saguenay
- 2011 : Prix Simplex du meilleur court métrage de fiction, Rendez-vous Québec Cinéma
- 2011 : Nomination, Gala Québec Cinéma, meilleur court ou moyen métrage de fiction

#### PourClebs
- 2019 : Prix de la Vague, meilleur court canadien, Festival international du cinéma francophone en Acadie
- 2020 : Meilleur court métrage, section Youth Jury Generation 14Plus, Berlinale
- 2020 : Coup de cœur du jury international et prix Marion-Hänsel, Festival international du film francophone de Namur
- 2021 : Finaliste, Meilleur court métrage documentaire, Rendez-vous Québec Cinéma